# Distretto di Buloqboshi
Il distretto di Buloqboshi è uno dei 14 distretti della Regione di Andijan, in Uzbekistan. Il capoluogo è Buloqboshi.